# Cornelius Bundrage
Cornelius Bundrage est un boxeur américain né le 25 avril 1973 à Detroit, Michigan.

## Carrière
Ancien participant à la seconde saison de l'émission The Contender dont il finit 3e, il devient champion du monde des super-welters IBF le 7 août 2010 en battant au 5e round son compatriote Cory Spinks. Bundrage conserve son titre aux points le 25 juin 2011 contre Sechew Powell par décision unanime puis le 30 juin 2012 face à Spinks par arrêt de l'arbitre au 7e round. Il est en revanche battu aux points par Ishe Smith le 23 février 2013 mais redevient champion IBF de la catégorie le 11 octobre 2014 en disposant aux points du mexicain Carlos Molina. Il est à nouveau battu dès le combat suivant par arrêt de l'arbitre au 3e round contre Jermall Charlo le 12 septembre 2015.